# Charles-Auguste-Maximilien Globensky
 (septembre 2021).
Si vous disposez d'ouvrages ou d'articles de référence ou si vous connaissez des sites web de qualité traitant du thème abordé ici, merci de compléter l'article en donnant les références utiles à sa vérifiabilité et en les liant à la section « Notes et références ».
Charles Auguste Maximilien Globensky, né le 15 novembre 1830 à Saint-Eustache et mort le 12 février 1906 dans la même ville fut un   seigneur, auteur, industriel, homme d'affaires et homme politique fédéral et municipal du Québec. 
Descendant d'une famille polonaise attachée à la couronne britannique, il fut le dernier seigneur de la seigneurie des Mille-Îles avant l'abolition du régime féodal en 1854, titre qu'il avait obtenu grâce à son mariage avec Virginie Lambert-Dumont, héritière de la famille seigneuriale quelques mois auparavant. Son nom et sa personne sont également associés au développement des Laurentides durant la deuxième moitié du XIXe siècle.
Son héritage culturel se retrouve, encore aujourd'hui, dans plusieurs bâtiments historiques et œuvres d'art du paysage Laurentin, plus particulièrement celui des villes de Saint-Eustache et de Sainte-Thérèse.

## Biographie
Né à Saint-Eustache dans le Bas-Canada, fils de Maximilien Globensky et petit-fils d'August Franz Globensky, il étudia au Séminaire de Sainte-Thérèse et au Collège de Montréal. En tant qu'expert agricole, il publia de nombreux articles sur le sujet et fut président de la Société d'agriculture de Deux-Montagnes. De 1868 à 1869, il écrivit une série d'articles sur le développement des chemins de fer au Québec. À partir de 1873, il écrit des séries d'articles politiques dans les journaux Le Monde et dans La Minerve (Montréal). En 1883, il fait publier La Rébellion de 1837 à Saint-Eustache dans le but de défendre la mémoire de son père contre les accusations de ne pas avoir supporté les Patriotes en 1837.
En 1854, suivant les conseils de son oncle Frédéric-Eugène, il épouse Virginie Lambert-Dumont et devient ainsi co-seigneur des Mille-îles. Il rachète ensuite l'entièreté des terrains des Lambert-Dumont, ainsi que ceux appartenant aux Laviolette et aux Bellefeuille et devient l'unique seigneur des Mille-îles, six mois seulement avant l'abolition du régime seigneurial. Malgré le fait qu'il ait perdu son statut, la communauté eustachoise le surnommera jusqu'à son décès "seigneur Globensky". De toutes manières, les censitaires, malgré l'abolition du régime, continueront de lui payer des rentes. En effet, le Syndicat National pour le rachat des rentes seigneuriales a cessé ces activités en 1974 ; pendant 120 ans, les anciens seigneurs gardèrent tous leurs privilèges. 
En 1858, à la mort de Frédéric-Eugène, il est le seul héritier de la fortune et des propriétés de celui-ci et devient, par le fait même, l'homme le plus riche des Laurentides.
Il fait construire le manoir Globensky en 1861 par Henri-Maurice Perrault, sur le terrain de l'ancien manoir et du verger seigneurial. Il y résidera jusqu'à son décès. En 1901, un incendie se déclare dans les cuisines et détruit l'aile Est. La résidence est cependant rapidement reconstruite mais amputée de son belvédère. Elle passe alors d'un allure de villa italienne à l'aspect des grandes demeures victoriennes, style architectural très en vogue à l'époque. 
Il épouse, à la suite de la mort de Virginie, Marie-Marguerite-Joséphine Pelland en 1876.
Globensky aide également au développement du chemin de fer reliant Saint-Eustache à Sainte-Thérèse en 1881. Il sera vendu l'année suivante au 
Canadien Pacifique pour la somme de 50 000$.
Le parti conservateur ainsi que le clergé du Comté des Deux-Montagnes le persuadent de se présenter comme député. Le 24 janvier 1875, il annonce sa candidature en vue des élections:

« Messieurs, une élection pour la Chambre des Communes va avoir lieu prochainement dans ce comté. Vous m'avez offert la candidature, et j'ai toujours refusé de l'accepter, mais j'avoue que la persistance de vos sollicitations m'a jeté dans la confusion et que mon dernier refus, dont vous connaissez les motifs intimes, m'a été vraiment pénible. Vous êtes venus, en dépit de ma décision, me presser encore plus vivement, et vous m'avez fait en cela un honneur dont je me déclare indigne. J'accepte aujourd'hui la candidature, je me décide à faire ce sacrifice - je sais que vous croirez à la sincérité de ce mot - surtout parce que je vois que mon nom rallie des hommes de tous les partis politiques, désireux comme moi d’amener, dans le but de défendre nos intérêts les plus chers, une union étroite entre tous les habitants de la Province de Québec. »

Élu député indépendant dans la circonscription fédérale de Deux-Montagnes lors de l'élection partielle de 1875, les sympathies loyalistes de sa famille furent remises en question lors des débats de la campagne, mais il fut tout de même facilement élu. N'aimant pas la politique, il démissionne l'année suivante. En 1888, un poste de sénateur lui fut proposé, mais il déclina l'offre.
Au cours d'un voyage en Italie en 1874, Charles-Auguste-Maximilien Globensky commande au peintre Ippolito Zapponi deux peintures pour l'église Saint-Eustache dont l'une contient les portraits de Globensky et de sa femme Virginie Lambert-Dumont. Ces deux peintures sont toujours observables dans l'église.
De 1874 à 1902, Globensky sera propriétaire du moulin seigneurial de Saint-Eustache (le futur moulin Légaré) et fera remplacer, en 1880, sa grande roue à godins par un système de turbines. La même année, il fait également construire un moulin à scie. Il engage le meunier Magloire Légaré pour assurer la production. Les deux hommes s'associent en 1896 avec le commerçant Euclyde Duquette. Ils fondent ensemble la Légaré, Duquette et Cie. Le champ d'activité de l'entreprise est le commerce du grain, de la farine et du bois. Toutefois, l'entreprise sera dissoute deux ans plus tard, en 1898. Devant la concurrence industrielle, Globensky décide, en 1902, de vendre le moulin à Urbain Gagnon.
Globensky servit également comme maire de Saint-Eustache de 1860 à 1862.
En 1889, il perd sa fille aînée, Marie-Sophie-Corinne. Elle s'était mariée au docteur T.G. Wilson et elle avait 32 ans lors de son décès.
À la suite de l'incendie de sa résidence, en 1901, il s'installe dans sa villa de Rivière-du-Loup et ne revient plus à Saint-Eustache durant toute l'année qui suit. Globensky reçoit alors plusieurs missives de ses anciens concitoyens lui demandant de reconstruire son manoir et de revenir s'installer au village. Une missive du curé J.H. Cousineau, prêtre de Saint-Eustache, est d'ailleurs très explicite à ce propos :

« Monsieur,
veuillez bien nous permettre de pénétrer dans votre douce solitude, pour vous dire que votre retour à Saint-Eustache est vivement désiré.
Nous avons hâte de vous revoir au milieu de nous, pour relever de ses ruines votre ancien manoir, et répandre de la gaieté et de la joie où il n'y a que deuil et tristesse depuis votre départ.
Oui ! Hâtez vous de revenir dans votre bonne vieille paroisse de Saint-Eustache, pour vivre au milieu de vos nombreux amis et continuer de répandre autour de vous, comme autrefois, vos largesses généreuses et soulager des malheureux qui bénissent votre mémoire.
En attendant, nous nous permettrons de mettre à votre disposition, pour en prendre possession immédiatement, l'un des plus beaux bancs dans l'église de cette paroisse, à titre gratuit. 
Croyez aux sentiments distingués de vos dévoués et respectueux amis.
J.H. COUSINEAU, prêtre. »

Suite aux nombreuses demandes, il revient s'établir à Saint-Eustache avec sa famille au cours de l'année 1902. Il fait appel à l'architecte Charles Bernier pour reconstruire et remodeler sa résidence, qui sera achevée en fin d'année 1902. Malgré tout, en 1903, il tente sans succès de se départir de ses terrains et de son manoir.

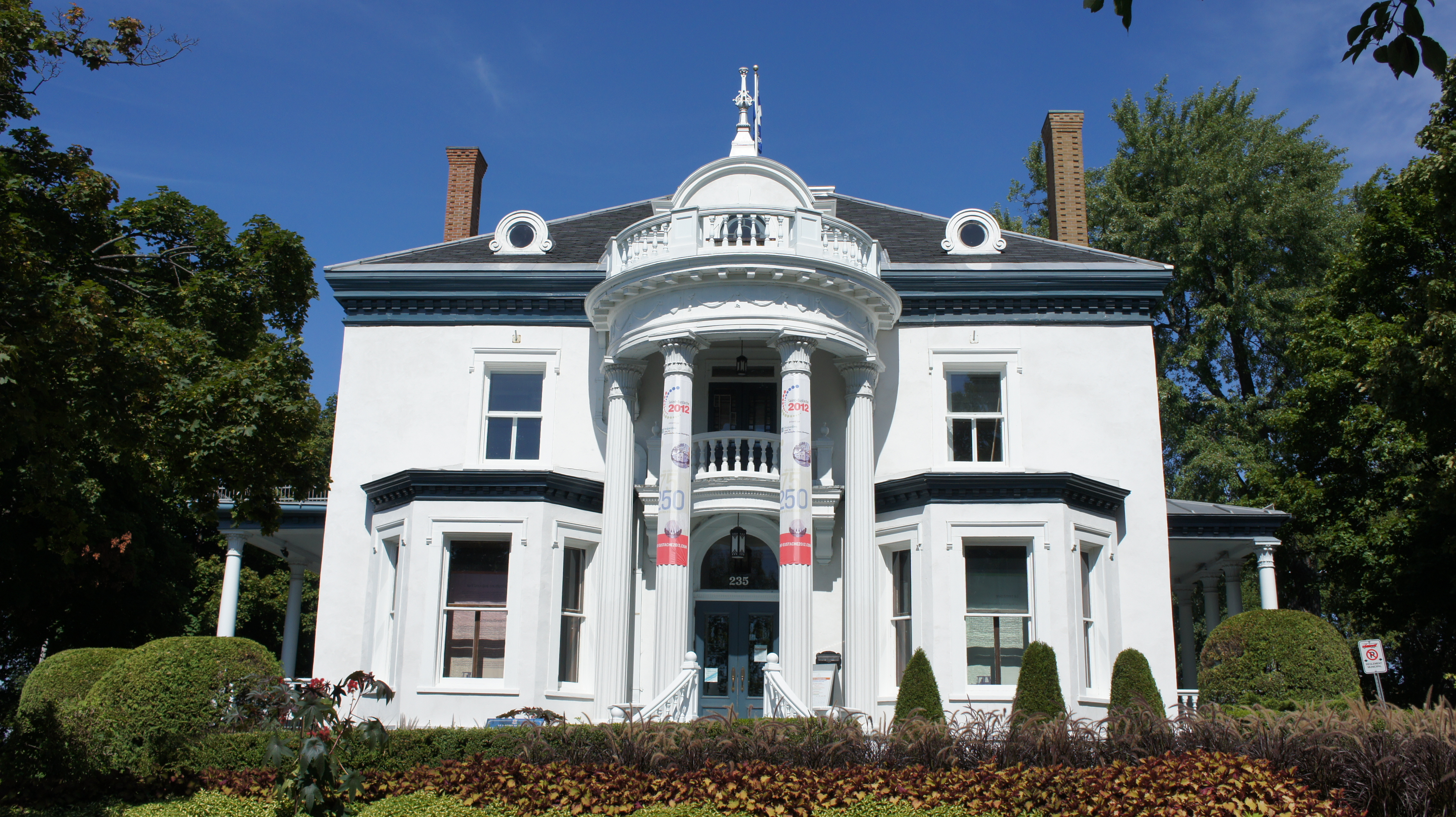
Manoir Globensky, reconstruit par Charles Bernier, avec les modifications de 1929.

En 1905 il donne à l'église Saint-Eustache une statue de saint Eustache, forgée par le maître-sculpteur Joseph-Olindo Gratton, qui résidait à Sainte-Thérèse. Cette statue se situe encore aujourd'hui entre les deux clochers.
Charles-Auguste-Maximilien Globensky décède dans son manoir le 12 février 1906 à l'âge de 75 ans. La nécrologie parue dans le Courrier de Saint-Hyacinthe est comme suit : 

« Encore une belle figure canadienne qui disparaît: Monsieur Charles-Auguste-Maximilien Globensky, Seigneur des Mille-Îles, est mort en son somptueux manoir de Saint-Eustache, samedi matin, à l'âge de 70 ans. Il était le dernier survivant des seigneurs de l'ancien régime féodal qui fut aboli en 1854. Le Seigneur Globensky était un des plus beaux hommes de notre race. Haute stature, prestance élégante et dégagée, physionomie imposante, traits virils et distingués, il attirait l'attention partout où il passait; et ce physique privilégié renfermait surtout un moral d'élite. Il était aimé pour les deux plus belles qualités: le cœur et l'intellect. Ceux qui avaient su mériter son amitié trouvaient en lui un compagnon admirable de bonne humeur et de fines observations. Il était l'ami de la vérité; et il ne pouvait pas laisser passer, sans protester publiquement les assertions qu'il croyait non fondées. On voyait, à la saison des fêtes, des rangées de nombreux paniers alignés dans une de ses pièces. C'était pour les pauvres de Saint-Eustache qui purent toujours connaître, grâce à lui, les joies et les plaisirs du Jour de l'An. Il donna 500 $ à l'Évêque de Montréal pour l'achat de la croix qui domine la cathédrale. »

Il est inhumé dans la crypte du columbarium du cimetière de Saint-Eustache auprès de sa fille aînée et de sa première femme.